# Cygnes (mythologie nordique)
Pour les articles homonymes, voir Cygne (homonymie).
Dans la mythologie nordique, deux êtres nommés Cygnes vivent dans la troisième source de l'Yggdrasil, le puits d'Urd, dans le domaine des Ases.